# جابر
جابر، روستایی در دهستان کلم بخش مرکزی شهرستان بدره در استان ایلام ایران است.
از جاذبه های گردشگری این روستا می توان به :
تنگه کافرین (شه داد)
امامزاده جابر انصار
آبگیر زمزم
مناظر دیدنی ییلاقات گَچِ
ارتفاعات مله ریوتک
غار کبوتر لان
تنگه رازیانه
اشاره کرد و افزود این روستا دارای رودخانه فصلی بسیار زیبای خِرَ نیز هست.در فصل بهار این روستا بسیار سرسبز و زیباست.
این روستا علاوه بر این جاذبه ها امکانات رفاهی از جمله قهوه خانه و رستوران (میلاد) سوئیت های گردشگری و پمپ بنزین و گازوئیل را نیز دارا می باشد.

## جمعیت
بر پایه سرشماری عمومی نفوس و مسکن در سال ۱۳۹۵، جمعیت این روستا برابر با ۱۲۸ نفر (۳۳ خانوار) بوده‌است.